# Van Dyke Parks
Van Dyke Parks (Hattiesburg, 3 gennaio 1943) è un compositore, arrangiatore, cantautore e paroliere statunitense.
È conosciuto soprattutto per aver contribuito, tra il 1966 e il 1967, alla scrittura di brani per l'album Smile dei Beach Boys, che avrebbe dovuto succedere al capolavoro Pet Sounds, rimasto a lungo inedito e pubblicato da Brian Wilson in una nuova versione solo nel 2004.
Nella sua lunga carriera Parks ha lavorato con artisti come Brian Wilson, Grace Kelly, Delaney Bramlett, The Byrds, Loudon Wainwright III, Harry Nilsson, Silverchair, Ry Cooder, Joanna Newsom, Inara George, Keith Moon, Gaby Moreno e Ringo Starr.

## Cantante e attore bambino

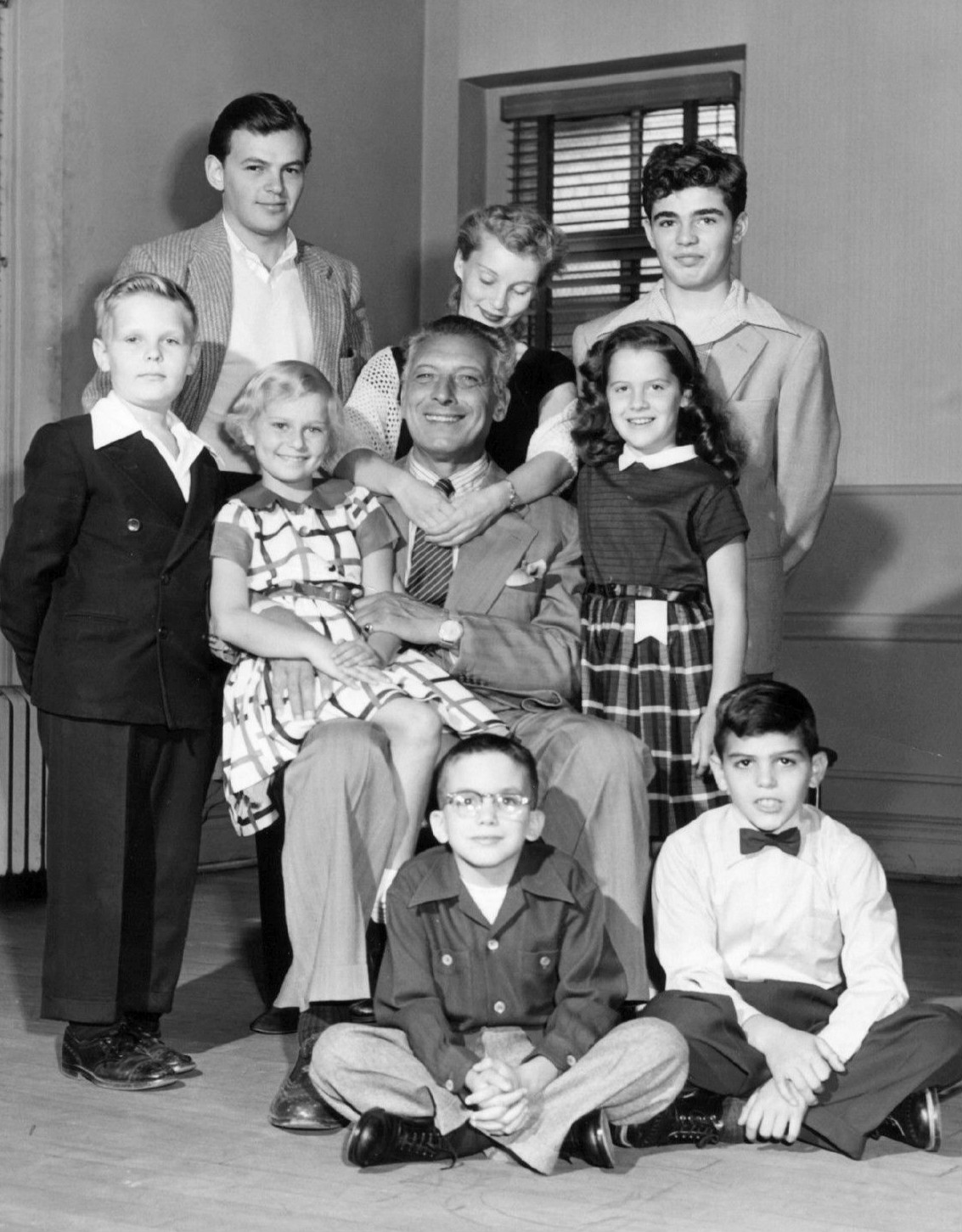
Il cast della serie televisiva Bonino (1953), con Ezio Pinza, Chet Allen e Van Dyke Parks

Nato nel 1943 in Mississippi e cresciuto a Lake Charles in Louisiana, Parks sviluppò fin da bambino un notevole talento vocale e musicale che lo portò ad essere ammesso all'American Boychoir School a Princeton in New Jersey, allora uno dei più prestigiosi collegi di voci bianche negli Stati Uniti. Lì fece amicizia con Chet Allen, di pochi anni più grande di lui, del quale seguì le orme come voce bianca solista e interprete di Amahl e i visitatori notturni alla New York City Opera e quindi come attore bambino alla televisione, debuttando nel 1953 assieme ad Allen come uno dei "figli" di Ezio Pinza nella serie televisiva Bonino. Per Parks fu l'inizio di un'attiva carriera come attore bambino che tra il 1953 e il 1959 lo vide impegnato in moltiplici ruoli al cinema e alla televisione. Lo si ricorda in particolare come una presenza ricorrente in serie televisive drammatiche come Studio One (1954-1955) e nel film Il cigno (1956) con Grace Kelly e Alec Guinness.
Terminata la scuola superiore, Parks lasciò la carriera attoriale per dedicarsi completamente alla musica. Tra il 1960 e il 1963 studiò con Aaron Copland alla Università Carnegie Mellon a Pittsburgh, per trasferirsi quindi in California ed avviare la propria carriera musicale come arrangiatore e autore di canzoni.

## Smile
Nel febbraio 1966, Parks iniziò a collaborare con Brian Wilson, il leader dei Beach Boys. Nella sua autobiografia del 1991 intitolata Wouldn't It Be Nice, Wilson racconta la prima impressione che ebbe di Parks: "un ragazzo magrolino con un punto di vista unico, e con una predilezione per le anfetamine". Insoddisfatto del testo che Tony Asher (il suo collaboratore in Pet Sounds) aveva scritto per Good Vibrations, Wilson chiese a Parks di aiutarlo a riscrivere il testo del brano; ma Parks rifiutò, preferendo non essere coinvolto in un progetto già iniziato.
Tuttavia, Brian Wilson riuscì a convincerlo ad occuparsi della stesura dei testi per i brani del prossimo album dei Beach Boys, che si sarebbe intitolato Smile. Preparandosi alla composizione ed alla registrazione dell'album, che sarebbe dovuta essere nelle sue intenzioni l'opera più ambiziosa del gruppo, Wilson spese diverse centinaia di dollari in marijuana ed hashish, iniziando anche ad assumere anfetamine insieme a Parks in cerca di ispirazione. Diversi membri dei Beach Boys si opposero fermamente a Smile, soprattutto Mike Love, al quale non piacevano assolutamente i bizzarri testi elaborati da Parks per le canzoni, che definiva "allitterazioni acide".
L'opposizione e le critiche da parte dei compagni di gruppo unite alle perplessità della casa discografica, ebbero una forte ripercussione negativa sul fragile stato psichico di Wilson (ulteriormente peggiorato a causa dell'abuso di droghe). A seguito di una sessione in studio del dicembre 1966 dove Parks litigò ferocemente con Mike Love (che aveva criticato veementemente il testo da lui scritto per la canzone Cabin Essence), Parks mise fine alla sua partecipazione alle sedute per Smile, abbandonando ufficialmente il progetto all'inizio del 1967. Poco tempo dopo, in seguito ad altre sessioni sempre più caotiche dove Brian Wilson sembrava perdere sempre più il controllo della situazione, l'uscita dell'album venne dapprima rimandata diverse volte e poi, infine, cancellata del tutto.
Svariati brani a firma Wilson/Parks ed altri frammenti musicali incompiuti scritti per Smile apparvero successivamente nei seguenti album del gruppo come Smiley Smile, che includeva Heroes and Villains e Wind Chimes, anche se in versioni registrate nuovamente e con arrangiamenti stravolti. Due altri brani scritti e registrati per Smile, Cabin Essence e Surf's Up, furono completati da Carl Wilson e inclusi rispettivamente negli LP 20/20 del 1969 e Surf's Up del 1971. Cool, Cool Water (versione rielaborata della I Love to Say Dada di Smile) apparve invece sull'album Sunflower del 1970.
Con il passare degli anni Smile acquisì uno status leggendario di opera perduta e maledetta, e di capolavoro irrealizzato.
Nei decenni successivi all'archiviazione di Smile, Brian Wilson associò il progetto al fallimento professionale oltre che a un trauma personale. Liquidò le registrazioni come "concepite senza anima", "musica banale influenzata dalla droga" e "una brutta copia dei lavori di Phil Spector". Quando veniva interrogato su Smile, in genere si rifiutava di rispondere o usciva bruscamente dalle conversazioni, una riluttanza che persistette fino all'inizio degli anni 2000. Parks, in un'intervista del 1998, minimizzò il suo legame con Smile, definendolo "solo pochi mesi di lavoro che ho fatto come dipendente a contratto molti anni fa", e affermando che aveva un significato maggiore per i fan che per lui stesso. Secondo il biografo dei Beach Boys Peter Ames Carlin, Parks si sentì frustrato dal fatto che la sua carriera fosse rimasta oscurata da un progetto incompiuto del 1967 e che i successivi album dei Beach Boys non riconoscessero i suoi contributi alle canzoni, tra cui Wind Chimes e Wonderful, con un credito ufficiale di co-scrittura. In aggiunta Parks ha talvolta dichiarato di essere stato allontanato dal progetto per volere di Mike Love. Nel corso di un'intervista del 1974, egli aggiustò il tiro dicendo di essersi sia  "dimesso", sia di essere stato "licenziato" dopo che Love e "i membri meno famosi" del gruppo decisero che i suoi testi erano "indecifrabili e superflui". Due anni dopo, quando fu intervistato per lo speciale televisivo  The Beach Boys: It's OK! del 1976, indicò invece di essere stato lui a suggerire di scartare i suoi testi dopo che Love aveva avuto da ridire su una strofa in particolare. Infine, nel 2013 Parks disse di essersene andato via per fuggire dalle "buffonate" di Wilson e dalla "gelosia" di Love.

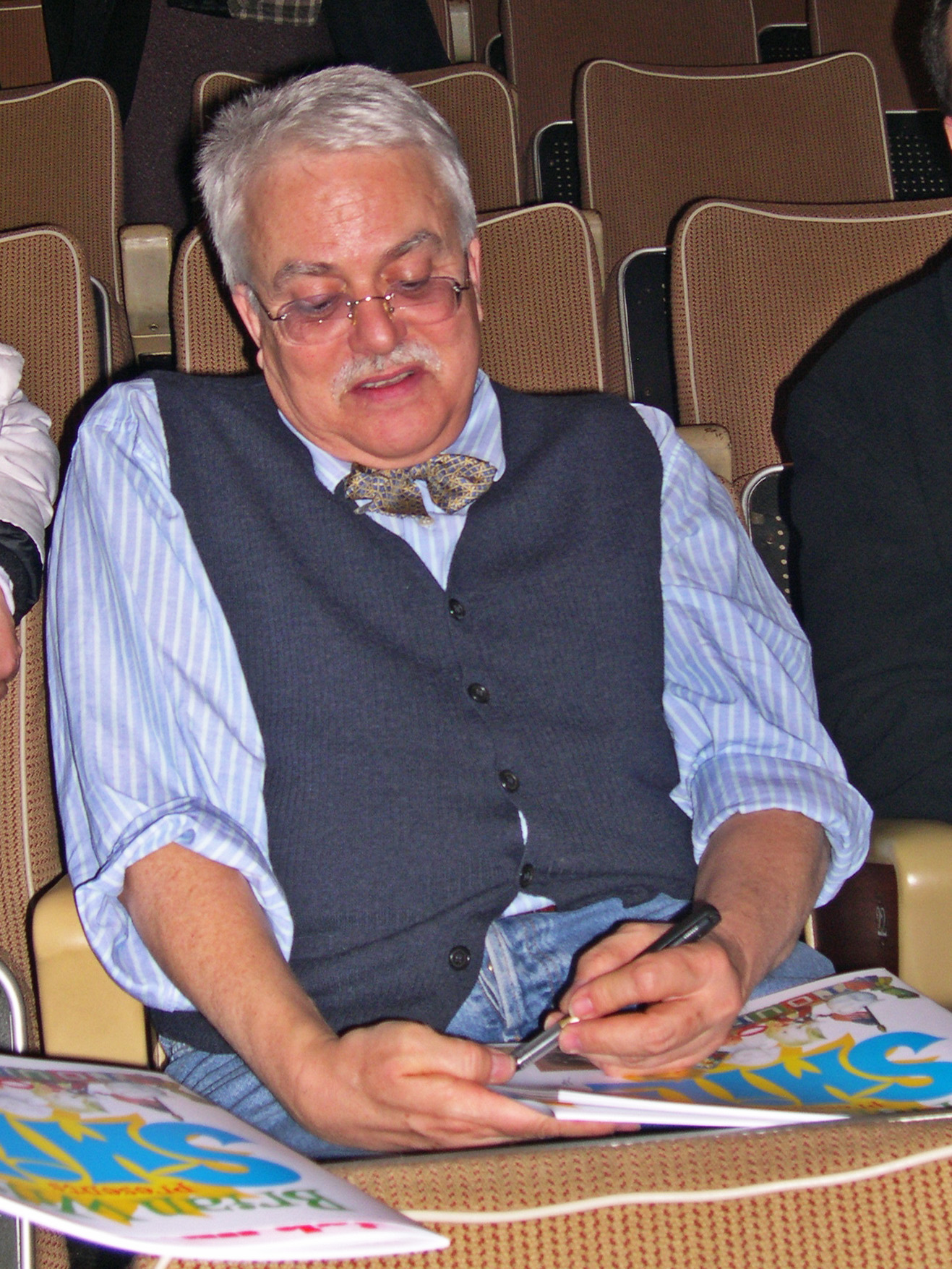
Parks nel 2004

Nel 2004, dopo il grande successo dell'esecuzione dal vivo in concerto dei brani di Pet Sounds, Wilson e la sua touring band decisero di portare finalmente a termine Smile rimettendo mano a tutto il vecchio materiale. Brian contattò Parks, che lo aiutò a rimettere insieme i pezzi del puzzle, terminando di scrivere le liriche per i brani lasciati incompiuti all'epoca. I loro sforzi furono presentati nell'album Brian Wilson Presents Smile che riscosse un buon consenso di pubblico e critica.
Nel novembre 2011, dopo ben 44 anni dall'iniziale progettazione, la versione originale di Smile dei Beach Boys del 1966-67, fu finalmente pubblicata all'interno del cofanetto antologico The Smile Sessions.

## Stile musicale
Van Dyke Parks viene considerato una figura innovativa del pop, genere che "trasformò una forma di musica da camera immettendo lo zeitgeist dell'era postmoderna in un sound semplice e rilassante." Il primo album Song Cycle (1968) è stato definito un capolavoro di eclettismo nel suo riassumere la tradizione musicale americana in maniera eccentrica citando jazz, folk, ragtime e molte altre influenze. I seguenti Discover America (1972) e in The Clang of the Yankee Reaper (1976) sono rispettivamente un omaggio alla musica trinidadiana sulla scia del pop progressivo e un album di pop più convenzionale. AllMusic cita l'artista fra gli autori del pop barocco, della musica d'autore e del rock sperimentale e alternativo.

## Discografia

### Album in studio
- 1968 - Song Cycle
- 1972 - Discover America
- 1976 - Clang of the Yankee Reaper
- 1984 - Jump!
- 1989 - Tokyo Rose
- 1991 - The Fisherman & His Wife (libro + musicassetta con voce narrante di Jodie Foster)
- 1995 - Orange Crate Art (con Brian Wilson)
- 2013 - Songs Cycled

### Album live
- 1998 - Moonlighting

## Filmografia parziale

### Cinema
- Il cigno (The Swan), regia di Charles Vidor (1956)
- A Gift for Heidi, regia di George Templeton (1958)

### Televisione
- Bonino – serie TV (1953)
- The Philco Television Playhouse – serie TV, un episodio (1953)
- Goodyear Playhouse – serie TV, un episodio (1954)
- Ponds Theatre – serie TV, un episodio (1954)
- Campbell Summer Soundstage – serie TV, 2 episodi (1954)
- Studio One – serie TV, 3 episodi (1954-1955)
- The Elgin Hour – serie TV, un episodio (1955)
- Windows – serie TV, un episodio (1955)
- Kraft Television Theatre – serie TV, un episodio (1956)
- The Alcoa Hour – serie TV, episodio 1x11 (1956)
- Star Tonight – serie TV, un episodio (1956)
- General Electric Theater – serie TV, episodio 4x34 (1956)
- The Kaiser Aluminum Hour – serie TV, episodi 1x02-1x16 (1956-1957)
- Brenner – serie TV, un episodio (1959)